# Italienische Fußballnationalmannschaft (U-17-Junioren)
Die italienische U-17-Fußballnationalmannschaft ist eine Auswahlmannschaft italienische Fußballspieler. Sie unterliegt der Federazione Italiana Giuoco Calcio und repräsentiert sie international auf U-17-Ebene, etwa in Freundschaftsspielen gegen die Auswahlmannschaften anderer nationaler Verbände, bei U-17-Europameisterschaften und U-17-Weltmeisterschaften.
Die Mannschaft wurde 1982 und 2024 Europameister. Zudem wurde sie fünfmal Vize-Europameister (1986, 1993, 1998, 2013 und 2018).
Der Titel von 1987 wurde ihr aberkannt, da mit Roberto Secci ein nicht-spielberechtigter Spieler eingesetzt worden war.
Ihr größter Erfolg bei Weltmeisterschaften war der vierte Platz bei der WM 1987. 2009 erreichte sie das Viertelfinale, 2013 das Achtelfinale.

## Teilnahme an U-17-Weltmeisterschaften
(Bis 1989 U-16-Weltmeisterschaft)
| 1985 | Vorrunde           |
| 1987 | 4. Platz           |
| 1989 | nicht qualifiziert |
| 1991 | Vorrunde           |
| 1993 | Vorrunde           |
| 1995 | nicht qualifiziert |
| 1997 | nicht qualifiziert |
| 1999 | nicht qualifiziert |
| 2001 | nicht qualifiziert |
| 2003 | nicht qualifiziert |
| 2005 | Vorrunde           |
| 2007 | nicht qualifiziert |
| 2009 | Viertelfinale      |
| 2011 | nicht qualifiziert |
| 2013 | Achtelfinale       |
| 2015 | nicht qualifiziert |
| 2017 | nicht qualifiziert |
| 2019 | Viertelfinale      |
| 2023 | nicht qualifiziert |

## Teilnahme an U-17-Europameisterschaften
(Bis 2001 U-16-Europameisterschaft)
| 1982 | Europameister      |
| 1984 | nicht qualifiziert |
| 1985 | Vorrunde           |
| 1986 | 2. Platz           |
| 1987 | Europameister 1    |
| 1988 | nicht qualifiziert |
| 1989 | Vorrunde           |
| 1990 | nicht qualifiziert |
| 1991 | nicht qualifiziert |
| 1992 | 3. Platz           |
| 1993 | 2. Platz           |
| 1994 | nicht qualifiziert |
| 1995 | Vorrunde           |
| 1996 | nicht qualifiziert |
| 1997 | Vorrunde           |
| 1998 | 2. Platz           |
| 1999 | nicht qualifiziert |
| 2000 | nicht qualifiziert |
| 2001 | Viertelfinale      |
| 2002 | nicht qualifiziert |
| 2003 | Vorrunde           |
| 2004 | nicht qualifiziert |
| 2005 | 3. Platz           |
| 2006 | nicht qualifiziert |
| 2007 | nicht qualifiziert |
| 2008 | nicht qualifiziert |
| 2009 | Halbfinale         |
| 2010 | nicht qualifiziert |
| 2011 | nicht qualifiziert |
| 2012 | nicht qualifiziert |
| 2013 | 2. Platz           |
| 2014 | nicht qualifiziert |
| 2015 | Viertelfinale      |
| 2016 | Vorrunde           |
| 2017 | Vorrunde           |
| 2018 | 2. Platz           |
| 2019 | 2. Platz           |
| 2022 | Viertelfinale      |
| 2023 | Vorrunde           |
| 2024 | Europameister      |

## Trainerhistorie
(Auswahl)
- 1985–1986: Luciano Lupi
- 1987: Comunardo Niccolai
- 1989–1994: Sergio Vatta
- 1996–1998: Francesco Rocca
- 2002–2003: Antonio Rocca
- 2004–2003: Francesco Rocca
- 2006–2008: Luca Gotti
- 2010–2011: Pasquale Salerno
- 2011–2014: Daniele Zoratto
- 2014–2015: Bruno Tedino
- 2015–2016: Alessandro Dal Canto
- 2016–2017: Emiliano Bigica
- 2017–2019: Carmine Nunziata
- 2019: Daniele Zoratto
- 2019–2020: Carmine Nunziata
- 2020–2023: Bernardo Corradi
- seit 2023: Massimiliano Favo